# Гонка Чемпіонів (автоспорт)

Гонка Чемпіонів (англ. Race of Champions (ROC)) — міжнародні автоспортивні змагання, що відбуваються на початку або наприкінці кожного року. У перегонах беруть участь кращі кільцеві та ралійні гонщики світу. Це єдині змагання в котрих одночасно беруть участь гонщики з Формули-1, WRC, IndyCar, NASCAR, а також учасники кузовних перегонів, таких як WTCC. Гонка проходить на однакових кузовних автомобілях та багі.